# Plaza de Armas de Arequipa
La plaza de Armas de Arequipa es uno de los principales espacios públicos de Arequipa y el lugar de fundación de la ciudad.
Está ubicada en el Centro histórico de Arequipa, a su alrededor está la Catedral de Arequipa en el norte, los Portales de Arequipa al este (de San Agustín), sureste (de la Municipalidad) y oeste (de Las Flores), la Iglesia La Compañía al sur-este, la Iglesia Nuestra señora de la Merced al sur-oeste y en el centro de la plaza una pileta de bronce.

## Historia

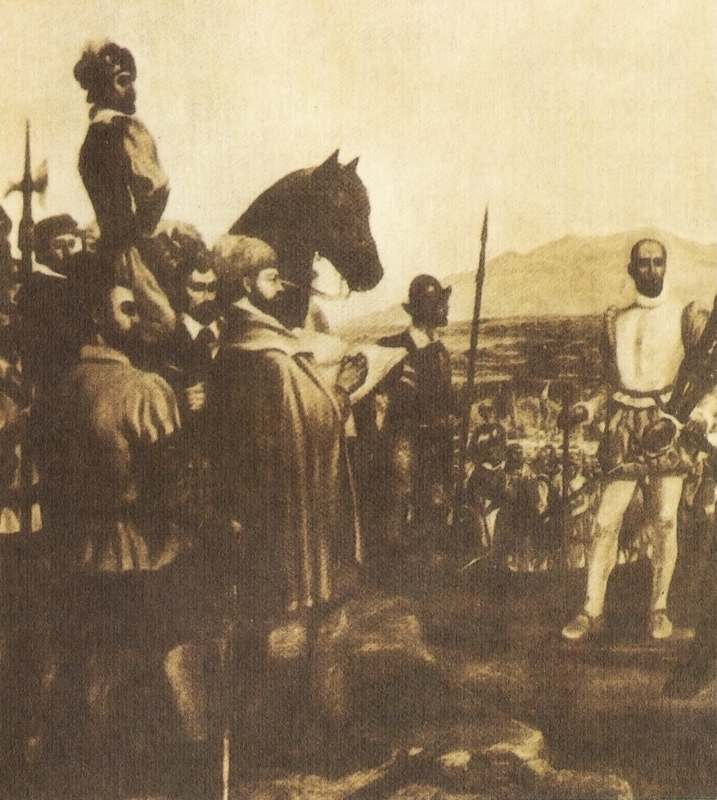
Fundación de la ciudad de Arequipa

Cuando se fundó la ciudad el 15 de agosto de 1540 por Garci Manuel de Carbajal en el valle del río Chili como "Villa de la Asunción de Nuestra Señora del Valle Hermoso de Arequipa" la ciudad empezó a construirse con ella la Plaza de Armas.
Al poco tiempo de fundada la villa, Carlos V de Alemania y I de España la elevó a la categoría de ciudad, por real cédula fechada en Fuensalida (Toledo), el 22 de septiembre de 1541.
En 1844 hubo un gran incendio destruyó casi toda la antigua Catedral, los Portales de Arequipa entre otros por lo que fue obligado a reconstruir. La reconstrucción fue el último gran cambio que tuvo.

## Arquitectura

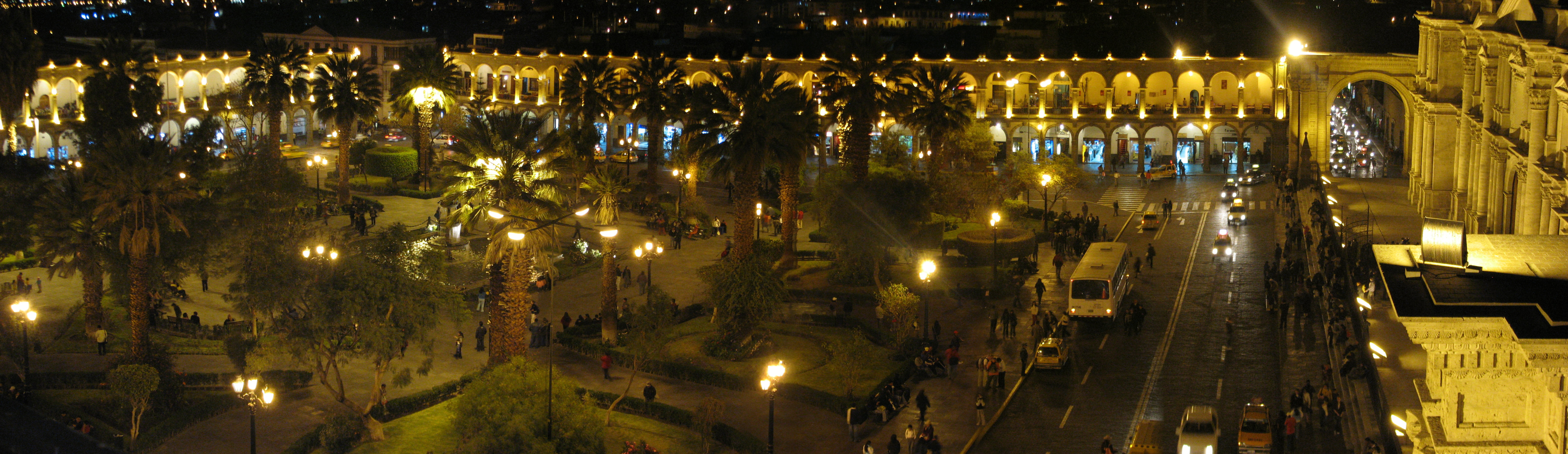
Panorama de la Plaza de Armas de noche

### La Catedral de Arequipa
La Catedral de Arequipa, se construyó en sillar (piedra de origen volcánico), con bóvedas de ladrillo; es la iglesia principal de la ciudad que ocupa todo el lado norte de la Plaza de Armas. Construida totalmente en sillar, exhibe un estilo neoclásico, que era el que estaba de moda en el siglo XIX. Su fachada está constituida por setenta columnas con capiteles corintios
La Catedral ha sufrido diversos terremotos. Los más famosos se produjeron en 1666, 1668, 1687 , 1784 y 2001. Los sismos provocaron daños de diversa consideración en la Catedral de Arequipa, pero sin afectar seriamente a su estructura. Después de cada sismo, se procedía a la reparación de los daños. El terremoto del año 2001, sin embargo, hizo que una de sus torres - la izquierda - colapsara completamente. En el año 2002 se reinauguraron la catedral y la plaza tras la reparación de los daños sufridos a causa del terremoto.

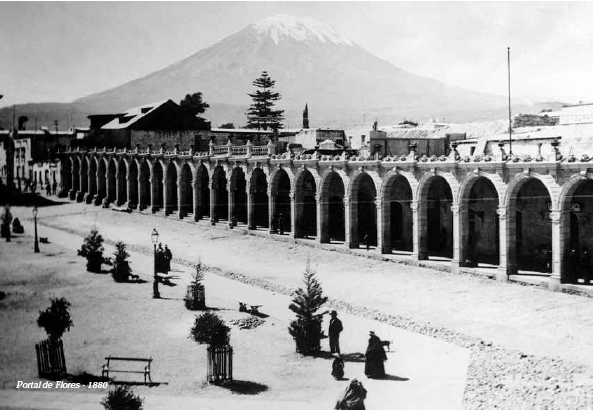
Portales de Arequipa en 1880

### Portales de Arequipa
La Plaza de Armas de Arequipa luce tres grandes portadas. Los cuales anteriormente funcionaban como el cabildo de Arequipa en la época virreinal y desde la época republicana funcionan como la municipalidad de Arequipa.
Los portales tienen una arquitectura neo renacentista y están hechos de granito.
Además allí se encontró la cárcel y las Cajas Reales. Hasta el XX, en ellas se levantaban también toldos, bajo los cuales se instalaba el mercado o ccatu indígena. En ella se recibió y celebró a las más altas autoridades se levanta a viva voz las ordenanzas, los despejes militares, las corridas de toros, la, procesiones y se ajusticiaba a los reos culpables en el rollo o picota que era una columna o pilar de piedra erigida frente al cabildo de Arequipa.

### Pileta
En el centro de la plaza hay una pileta de bronce con una escultura hecha de cobre de un hombrecillo con una trompeta, se dice que alguna vez tuvo alas, pero con los años se perdió, esta escultura se conoce como Tuturutu. Existe un mito sobre el tuturutu que dice que representa a un soldado del siglo XVI. La fuente más cercana al personaje que nos ocupa fue el presbítero e historiador Ventura Travada y Córdova, que en su libro: El suelo de Arequipa convertido en cielo, nos dice al respecto: "corónala (refiriéndose a la pila) un ángel por fama, por cuya boca se eleva el agua en un altísimo penacho...".
Otra leyenda cuenta que el "Tuturutu" era un personaje de baja estatura que gozaba de la confianza del inca Mayta Cápac por ser su mensajero oficial ante los ayllus y soldados, (según el historiador arequipeño Manuel Huanqui Hurtado). "El nombre Tuturutu fue tomado del sonido del instrumento que utilizaba este curioso personaje para anunciar al inca sobre la llegada de un chasqui o de alguna encomienda". Cuando la gente del inca retornaba al tambo tras escuchar el sonido ¡Tuturutúúú. Tuturutu! para recibir semillas, encomiendas y víveres; mientras que el inca ordenaba amablemente. "El Tuturutu" de tanto repartir día y noche, una mañana falleció y quedó petrificado por una ola de frío y desde entonces se convirtió en el vigía permanente en el centro de la Plaza de Armas de Arequipa.